# New York N.Y.
Cet article concerne le film de Raymond Depardon. Pour l'album de jazz de George Russell, voir New York, N.Y..
Pour les articles homonymes, voir New York (homonymie).
Pour plus de détails, voir Fiche technique et Distribution.

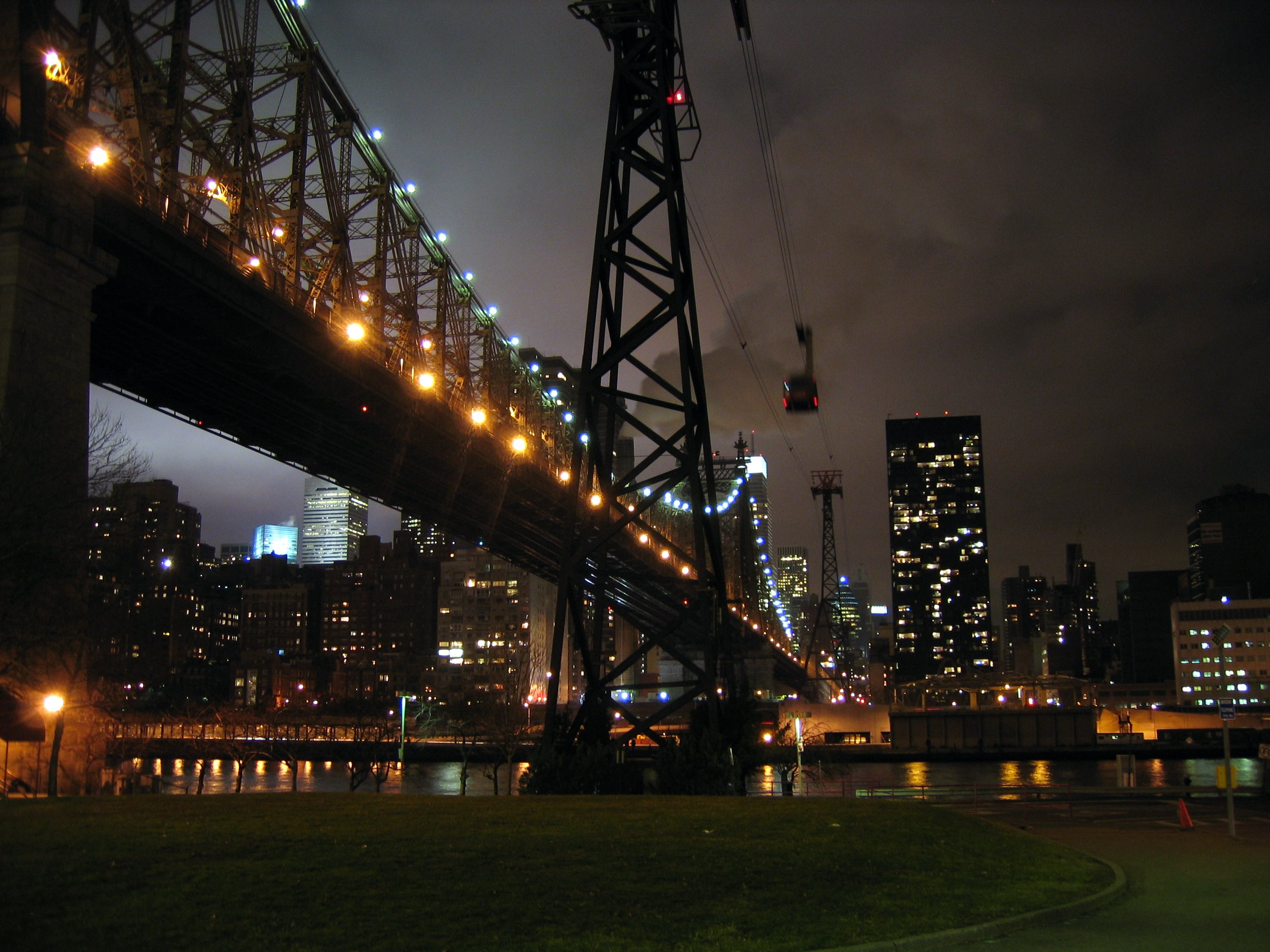
Le téléphérique de Roosevelt Island à New York à partir duquel Depardon a filmé New York, NY

New York N.Y. est un court métrage documentaire français de Raymond Depardon tourné en 1986.

## Synopsis
Dans ce court-métrage, Raymond Depardon témoigne de son impuissance à faire un film sur New York. Durant deux mois, le cinéaste tourne quotidiennement quatre minutes de pellicule. Il raconte en quelques phrases sa difficulté à saisir la lumière et à comprendre cette ville.
"Tous les jours à la même heure, je sortais avec ma caméra. C'était l'hiver, les jours tombaient de bonne heure, la lumière m'échappait chaque soir. Englouti par la nuit, je m'arrêtais dans un café où je regardais la rue, les gens qui rentraient chez eux après le travail. Puis je regagnais ma chambre d'hôtel. je n'arrivais pas à filmer cette ville, elle était trop forte, ma pensée était ailleurs."
Depardon montre avec pudeur quelques images de ce qu'aurait pu être son film sur New York. Trois longs plans séquences : la ville à la tombée de la nuit filmée dans un long travelling à partir du téléphérique de Roosevelt Island, puis la rue le soir, les gens marchent en silence, et enfin, de nuit, long travelling en sens inverse du premier plan du film, retour à la case départ. Raymond Depardon avoue ne pas pouvoir capter l'essence de la ville.

## Fiche technique
- Réalisation : Raymond Depardon
- Montage: Roger Ikhlef
- Distributeur : Copyright Film
- Année : 1986
- Pays de production :  France[1]

## Distinctions
- César 1986 : Raymond Depardon obtient le César du meilleur court-métrage documentaire pour New York N.Y.